# A Double Fire Deception
A Double Fire Deception è un cortometraggio muto del 1916 diretto da Allen Holubar

## Produzione
Il film fu prodotto dall'Independent Moving Pictures Co. of America (IMP).

## Distribuzione
Distribuito dall'Universal Film Manufacturing Company, il film - un cortometraggio in una bobina - uscì nelle sale cinematografiche statunitensi il 30 maggio 1916.